# Combat d'Inafarak
Guerre du Mali
Batailles
Le combat d'Inafarak se déroule le 17 septembre 2015 lors de la guerre du Mali.

## Déroulement
Le 17 septembre 2015, malgré l'accord d'Alger signé en juin, de nouveaux combats éclatent entre les loyalistes du GATIA et les rebelles de la CMA à Inafarak, à une dizaine de kilomètres d'In Khalil. Les deux camps s'accusent mutuellement d'avoir provoqué les combats et revendiquent tous deux la victoire,,,.
Selon  Attaye Ag Mohamed, représentant de la CMA,  les combats ont fait 15 morts dont 13 du côté des milices progouvernementales qui disposaient d'environ 70 véhicules. Mehdi Ag Almoubareck, porte-parole du GATIA, affirme quant à lui que le bilan est de 17 morts, dont 14 du côté de la CMA.